# November 2009
| November 2009 |
| Månader under 2009: Januari · Februari · Mars · April · Maj · Juni · Juli · Augusti · September · Oktober · November · December ← December 2008 · Januari 2010 → |

## Händelser
- 1 november - AIK vinner Fotbollsallsvenskan och blir därmed svenska herrmästare för första gången sedan 1998.[1]
- 3 november - Tjeckien godkänner som sista land i EU Lissabonfördraget.
- 5 november
  - Den svenska regeringen godkänner att Nord Streams gasledning i Östersjön får gå genom svenskt farvatten.
  - 13 personer skjuts ihjäl och 31 skadas i ett skottdrama på militärbasen Fort Hood utanför staden Killeen i Texas.
- 7 november - USA:s representanthus röstar, med siffrorna 220 mot 215, ja till president Barack Obamas omtalade sjukvårdsreform. Reformen är den största i landet sedan 1969.
- 9 november -  I Berlin uppmärksammas 20-årsdagen av Berlinmurens fall.
- 10 november - Nord- och sydkoreanska fartyg drabbar samman i en kort eldstrid vid den norra gränslinjen mellan länderna i Gula havet.
- 13 november
  - Den amerikanska rymdstyrelsen NASA bekräftar att man hittat vatten på månen.
  - Våldsamma skyfall drabbar Argentinas huvudstad Buenos Aires, där omkring 60 millimeter regn faller över staden inom loppet av en timma.
  - Tjeckien deponerar som sista land sina ratifikationsinstrument för Lissabonfördraget, vilket gör det möjligt för fördraget att träda i kraft den 1 december 2009.
- 17 november - Den svenska regeringen nominerar statsrådet Cecilia Malmström (FP) till ny EU-kommissionär efter avgående Margot Wallström (S).
- 18 november - En våldsam storm drar in över de södra delarna av Sverige och skapar stora materiella skador på flera ställen.
- 19 november - Europeiska rådet utser Belgiens premiärminister Herman Van Rompuy och Storbritanniens EU-kommissionär Catherine Ashton till Europeiska rådets ordförande respektive hög representant för utrikes frågor och säkerhetspolitik.
- 21 november - 104 gruvarbetare omkommer i en explosion i kolgruva utanför den kinesiska staden Hegang.
- 22 november - En passagerarfärja med 242 personer ombord sjunker utanför den indonesiska ön Sumatra. 21 personer omkommer, men de flesta passagerare kan räddas tack vare en snabb räddningsauktion.
- 27 november - 40 människor dödas och närmare 100 skadas när en sprängladdning exploderar ombord på ett expresståg på väg från Moskva till S:t Petersburg i Ryssland.
- 28 november
  - Schweiz håller en folkomröstning om förbud mot byggande av fler minareter, efter att Schweiziska folkpartiet har samlat in det antal underskrifter som krävs för ett folkinitiativ. Resultatet blir att 57,5 procent röstar ja till det kontroversiella förbudet.
  - Över 60 människor omkommer när en överlastad passagerarfärja kantrar i södra Bangladesh.
- 29 november - Fyra tjänstgörande poliser skjuts ihjäl i ett planlagt bakhåll på ett kafé strax utanför Seattle.

### Fotnoter
1. ↑  Emil K. Lagnelius (1 november 2009). ”AIK svenska mästare”. Sportbladet. http://www.aftonbladet.se/sportbladet/fotboll/sverige/allsvenskan/aik/article12078867.ab. Läst 11 september 2016.